# اچ‌ام‌اس کاتن (کی۵۱۰)

{{Infobox ship characteristics
اچ‌ام‌اس کاتن (کی۵۱۰) (به انگلیسی: HMS Cotton (K510)) یک کشتی بود که طول آن ۳۰۶ فوت (۹۳ متر) Length overall بود. این کشتی در سال ۱۹۴۳ (میلادی)|۱۹۴۳]] ساخته شد.